# Gorteria
Gorteria L., 1759 è un genere di piante angiosperme dicotiledoni della famiglia delle Asteraceae.

## Descrizione

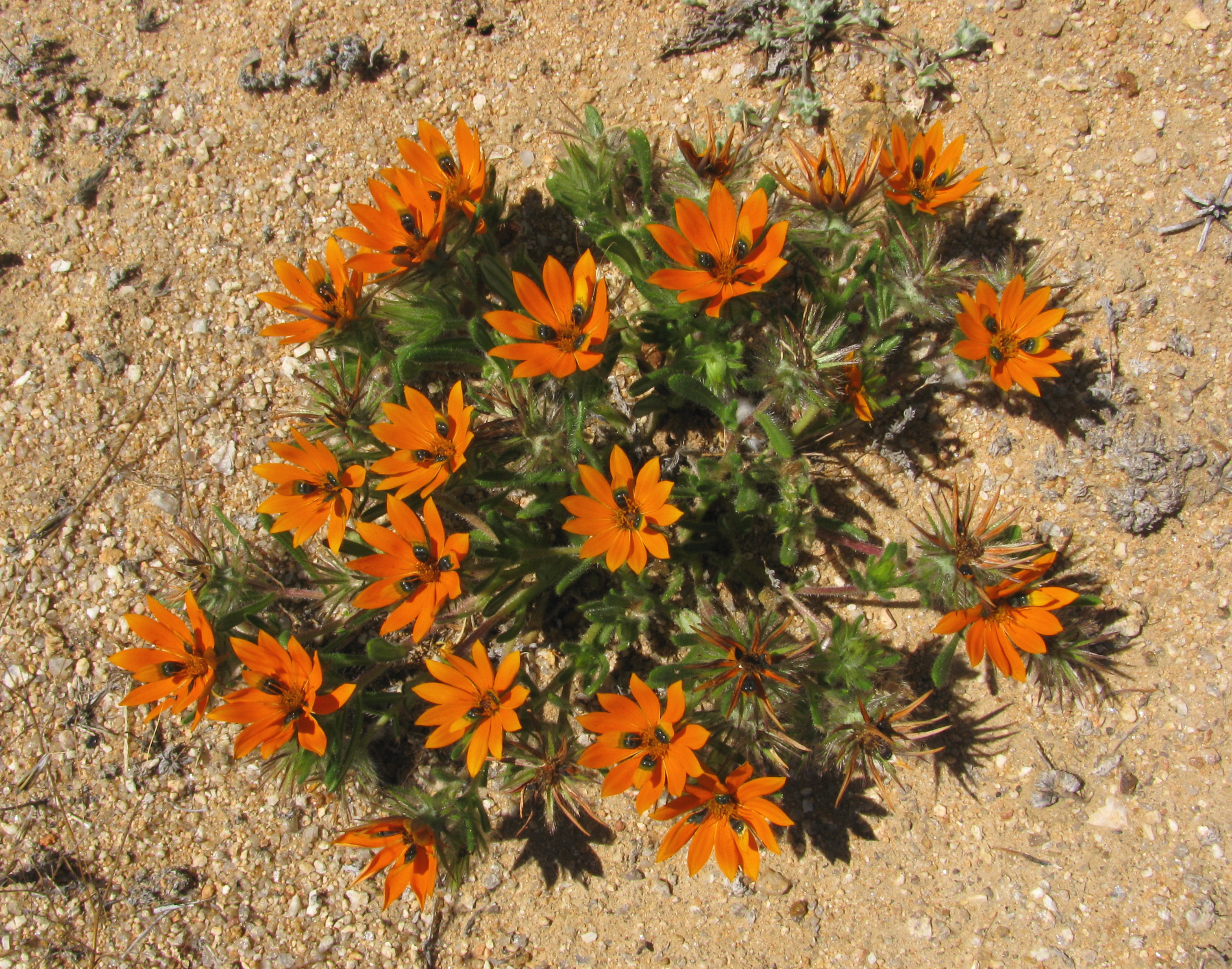
Il portamento
Gorteria diffusa

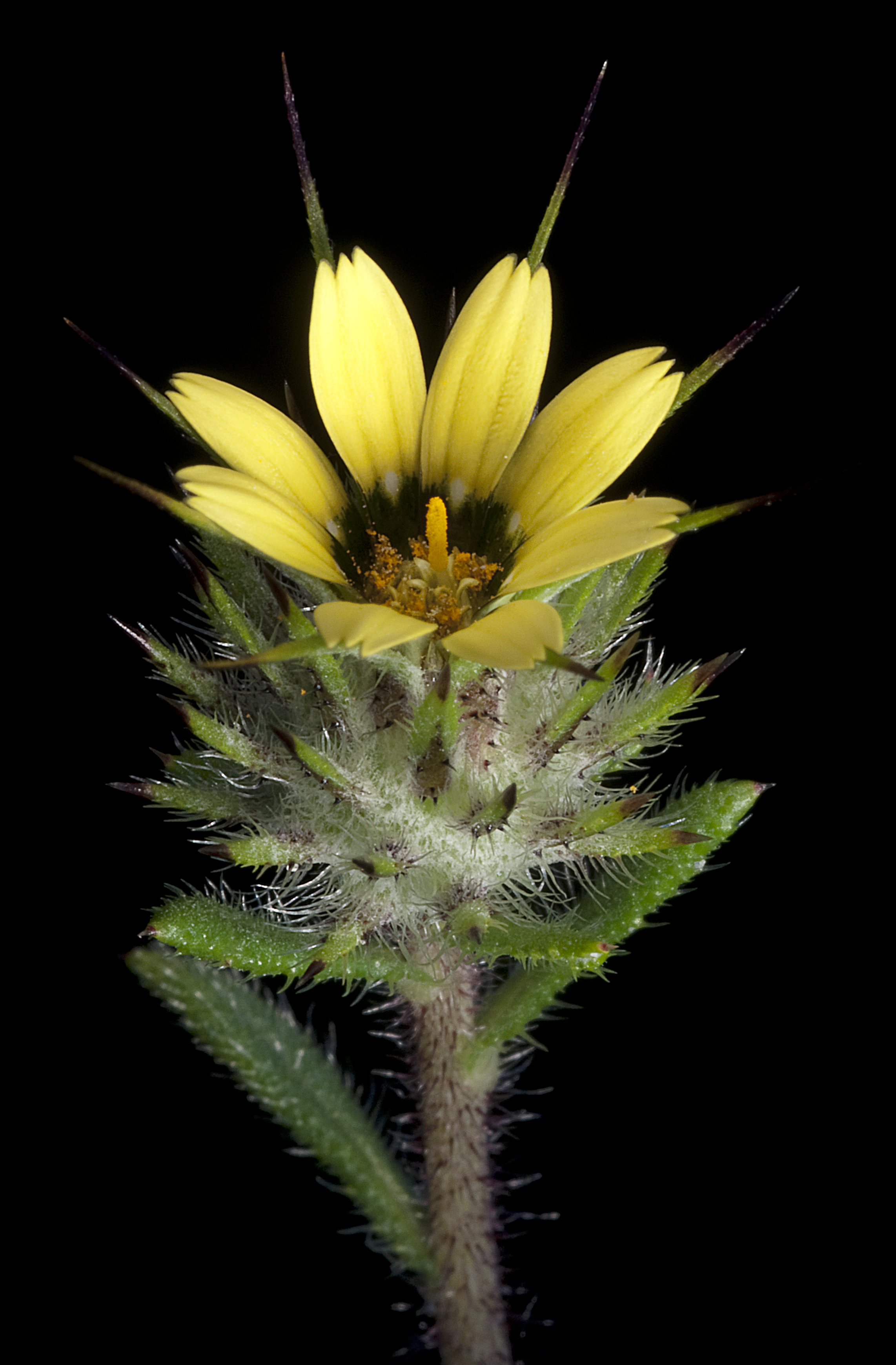
Le foglie
Gorteria personata

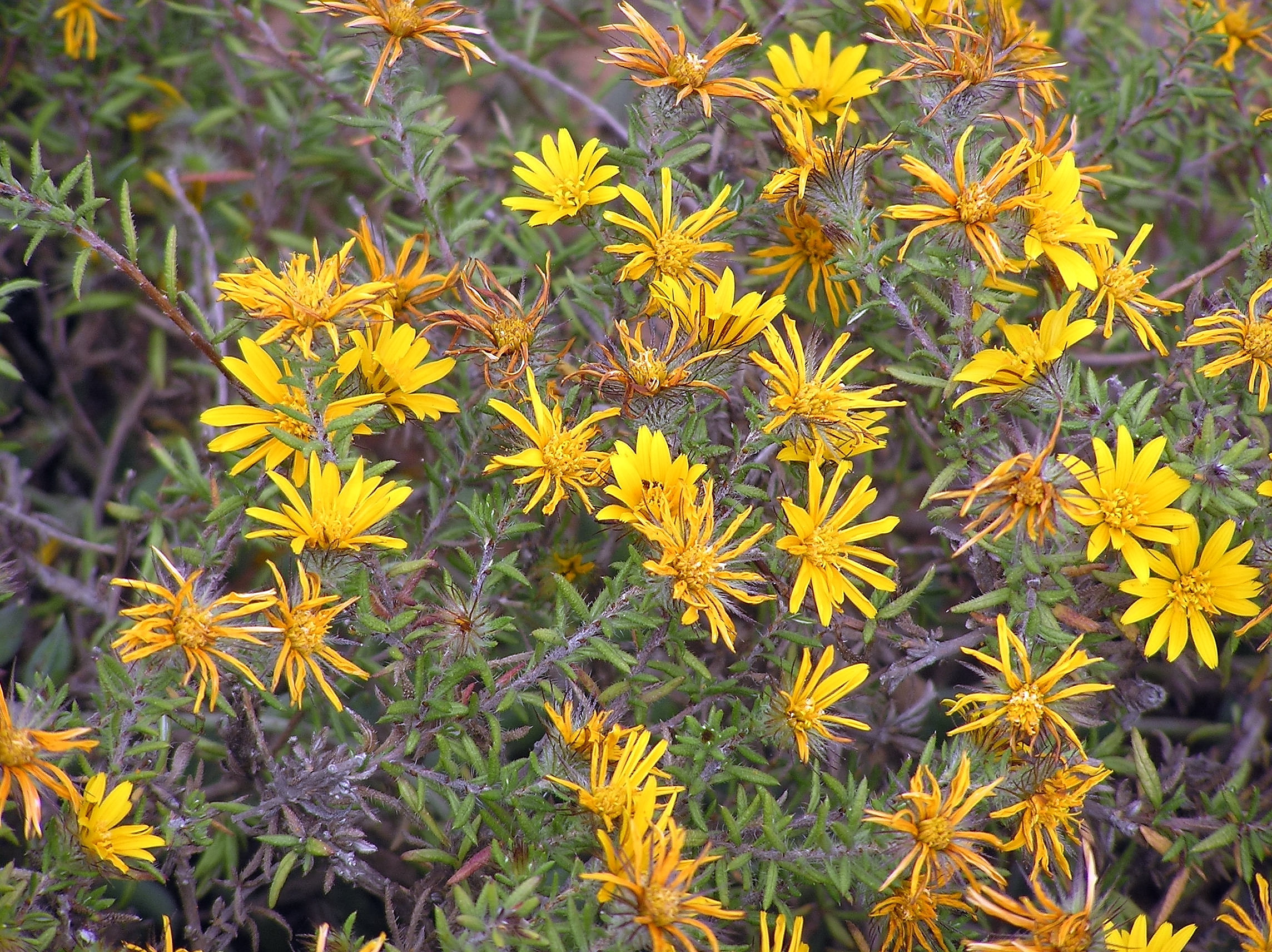
Infiorescenza
Gorteria alienata

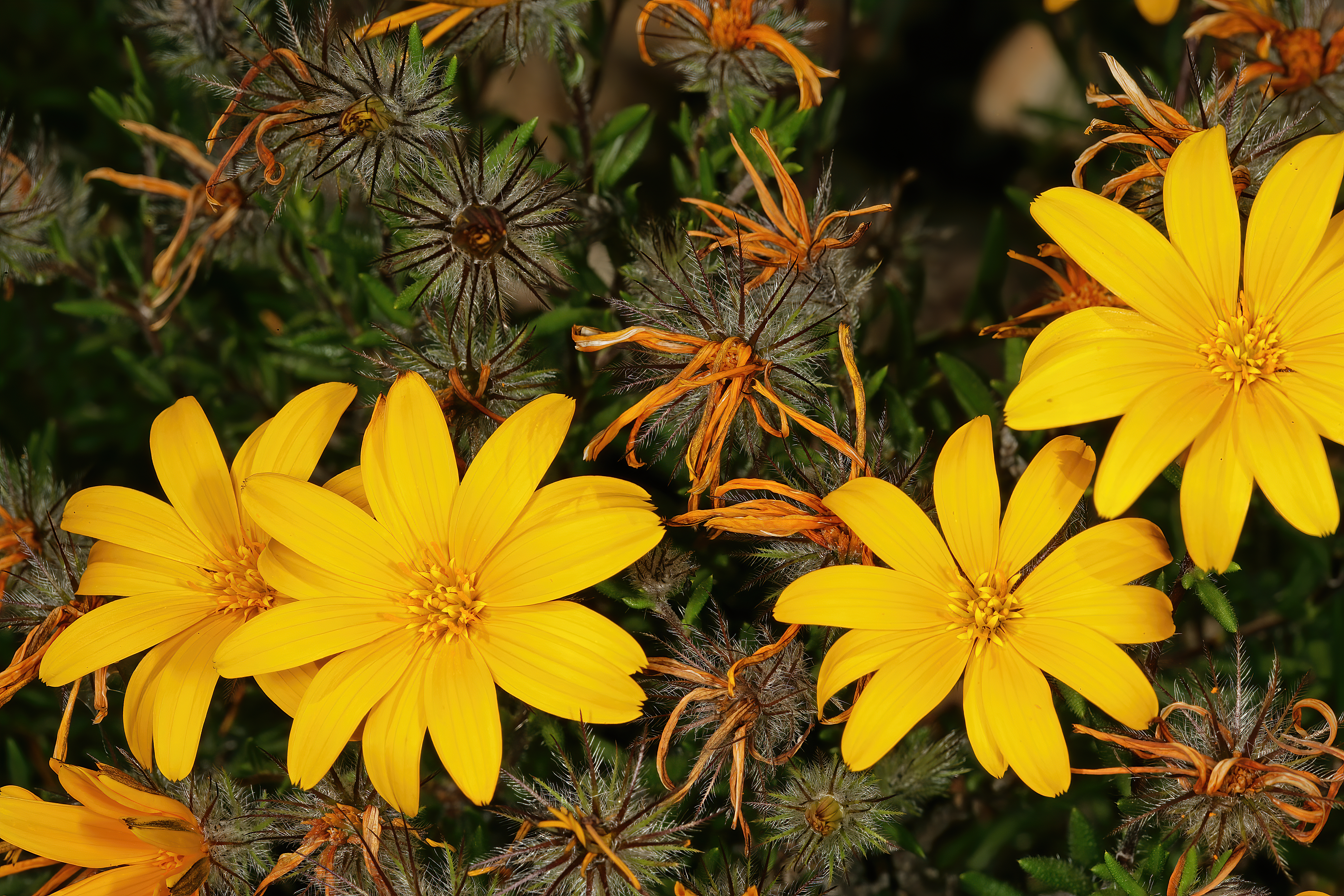
I fiori
Gorteria integrifolia

Le specie di questo genere hanno un portamento erbaceo annuale con organi interni contenenti quasi sempre latice. Le specie di questo gruppo possono germinare all'interno dei vecchi capolini.
Le foglie lungo il caule sono disposte in modo alterno e sono ricoperte di peli anche lanosi, rigidi e grossolani (spesso questi sono disposti in striature longitudinali). La base dei peli è pluricellulare. La lamina può essere intera oppure da dentata a pennatifida. In genere le foglie sono prive di spine.
Le infiorescenze sono composte da capolini peduncolati solitari (scaposi) o ascellari.  I capolini di tipo radiato (raramente di tipo discoide), sono formati da un involucro  composto da brattee (o squame) disposte su più serie all'interno delle quali un ricettacolo fa da base ai fiori tubulosi (quelli centrali o del disco) e ligulati (quelli periferici e radianti). L'involucro è una cupola urceolata. Le brattee sono connate alla base, con forme spesso acute, con spine o mucroni apicali, la superficie può essere glabra o variamente pelosa. Il ricettacolo è profondamente alveolato; in alcuni casi incomincia a lignificarsi all'antesi e può racchiude il frutto.
I fiori sono tetra-ciclici (ossia sono presenti 4 verticilli: calice – corolla – androceo – gineceo) e pentameri (ogni verticillo ha in genere 5 elementi). La maggior parte dei fiori del disco sono femminili-sterili
- Formula fiorale:

*/x K {\displaystyle \infty }, [C (5), A (5)], G 2 (infero), achenio
Calice: i sepali del calice sono ridotti ad una coroncina di squame.
Corolla: le corolle dei fiori del raggio hanno delle ligule raggianti che terminano con 4 denti o lobi; i lobi in genere sono sclerificati sui margini o lungo le venature (possono terminare con dei peli spinosi); i colori sono giallo o rossastro a volte con una macchia nerastra alla base dei petali e una striscia nerastra dorsale. Anche i lobi dei fiori del disco centrale sono ispessiti e con all'apice delle sub-spine.
Androceo: gli stami sono 5 con filamenti liberi e distinti, mentre le antere sono saldate in un manicotto (o tubo) circondante lo stilo. L'appendice apicale delle antere varia da corta a lunga, normalmente è acuta e frangiata;  le teche sono speronate con o senza coda. L'endotecio normalmente è privo di pareti laterali ispessite, possono essere presenti alcune cellule polarizzate. Il polline può avere varie forme ma generalmente è sferico.
Gineceo: lo stilo è filiforme, mentre gli stigmi dello stilo sono due divergenti. L'ovario è infero uniloculare formato da 2 carpelli. Gli stili sono claviformi e alla base della biforcazione stigmatica è presente un anello peloso; nella parte superiore possono essere leggermente ispessiti.
Il frutto è un achenio con pappo. Gli acheni sono costoluti e dorsoventralmente asimmetrici; il pericarpo si presenta con una subepidermide sclerificata su 1 - 2 strati di cellule rotondeggianti; la superficie è sericea. Il pappo è costituito da minute scaglie ed è nascosto tra i peli dell'achenio.

## Biologia
- Impollinazione: l'impollinazione avviene tramite insetti (impollinazione entomogama tramite farfalle diurne e notturne).
- Riproduzione: la fecondazione avviene fondamentalmente tramite l'impollinazione dei fiori (vedi sopra).
- Dispersione: i semi (gli acheni) cadendo a terra sono successivamente dispersi soprattutto da insetti tipo formiche (disseminazione mirmecoria). In questo tipo di piante avviene anche un altro tipo di dispersione: zoocoria. Infatti le brattee dell'involucro possono agganciarsi ai peli degli animali di passaggio disperdendo così anche su lunghe distanze i semi della pianta.

## Distribuzione e habitat
La distribuzione delle piante di questa specie è relativa al Sudafrica e Namibia.

## Tassonomia
La famiglia di appartenenza di questa voce (Asteraceae o Compositae, nomen conservandum) probabilmente originaria del Sud America, è la più numerosa del mondo vegetale, comprende oltre 23.000 specie distribuite su 1.535 generi, oppure 22.750 specie e 1.530 generi secondo altre fonti (una delle checklist più aggiornata elenca fino a 1.679 generi). La famiglia attualmente (2021) è divisa in 16 sottofamiglie.

### Filogenesi
Le piante di questa voce appartengono alla sottotribù Gorteriinae (tribù Arctotideae) della sottofamiglia Vernonioideae. Questa assegnazione è stata fatta solo ultimamente in base ad analisi di tipo filogenetico sul DNA delle piante. Precedenti classificazioni descrivevano queste piante nella sottofamiglia Cichorioideae.
Da un punto di vista filogenetico la sottotribù è suddivisa in due cladi: un primo clade con a capo il genere Berkheya; un secondo clade con i generi Gazania, Hirpicium e Gorteria, caratterizzato dai peli delle foglie disposti in striature longitudinali e le appendici apicali delle antere frangiate.
Un carattere molto particolare per questo genere è che le piante dopo il loro primo anno hanno un vecchio capolino ai loro piedi; questo perché gli acheni non si staccano dal capolino quando sono maturi, ma germinano rimanendo nel capolino stesso.
Il genere Hirpicium è parafiletico; in particolare un gruppo di specie di questo genere è nidificata all'interno del genere Gorteria. Un recente studio per risolvere la parafilia di Hirpicium propone di descrivere le seguenti specie all'interno di Gorteria:
- Gorteria antunesii (O.Hoffm.) Stångb. & Anderb. (sinonimo = Hirpicium antunesii)
- Gorteria angustifolia  (O.Hoffm.) Stångb. & Anderb.  (sinonimo = Hirpicium angustifolium)
- Gorteria beguinotii  (Lanza) Stångb. & Anderb.  (sinonimi = Hirpicium beguinotii e  Hirpicium diffusum )
- Gorteria gracilis  (O.Hoffm.) Stångb. & Anderb.  (sinonimo = Hirpicium gracile )

### Elenco delle specie
Per questo genere attualmente sono assegnate le seguenti 7 specie:
- Gorteria alienata (Thunb.) Stångb. & Anderb.
- Gorteria corymbosa  DC.
- Gorteria diffusa  Thunb.
- Gorteria parviligulata  (Roessler) Stångb. & Anderb.
- Gorteria personata  L.
- Gorteria piloselloides  (Cass.) Stångb. & Anderb.
- Gorteria warmbadica  Stångb. & Anderb.

### Sinonimi
Sono elencati alcuni sinonimi per questa entità:
- Ictinus Cass.
- Personaria Lam.